# 罗伯特·格罗斯泰斯特

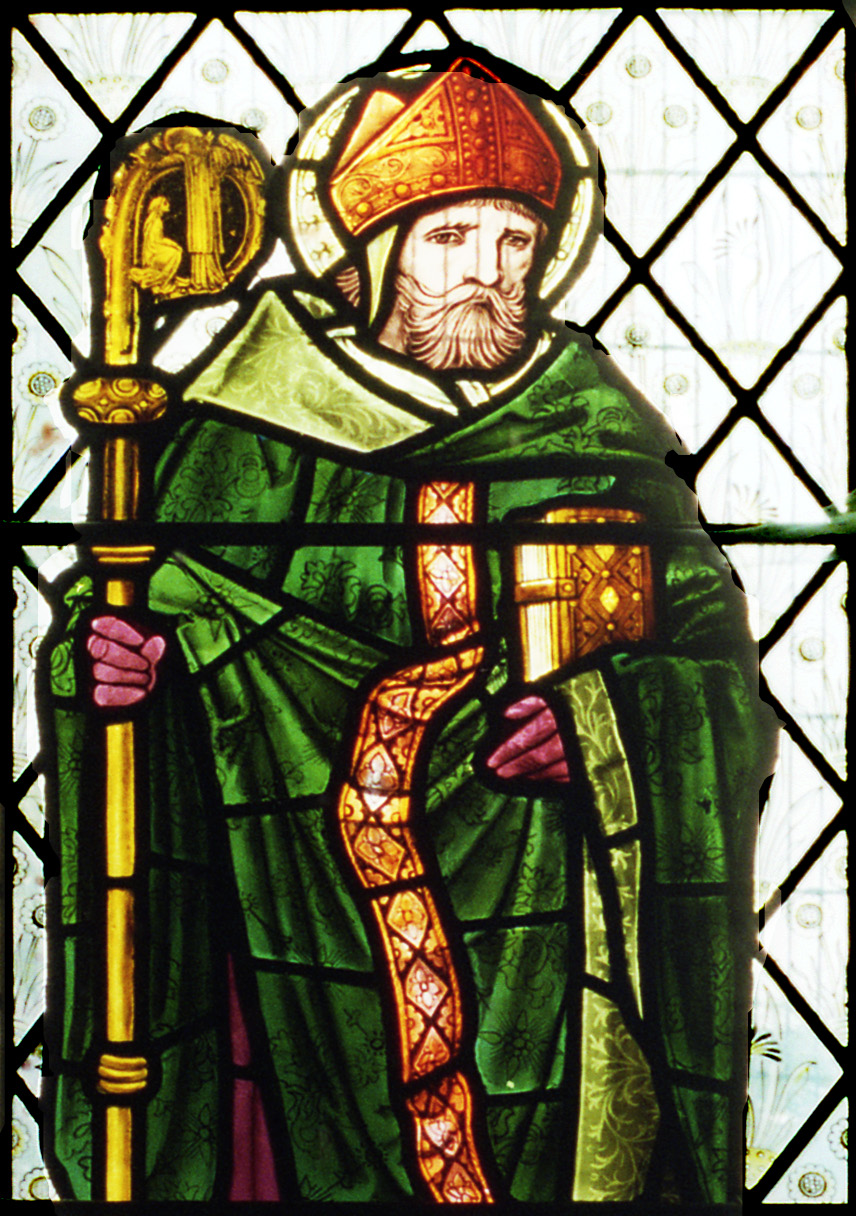

罗伯特·格罗斯泰斯特（Robert Grosseteste ; 拉丁文：Robertus Grosseteste；约1175年—1253年10月9日），英国政治家、经院哲学家、神学家和林肯教区主教。格罗斯泰斯特出生于萨福克郡斯特拉德布鲁克的一个贫苦家庭。在他逝世以前已在英国本土被广泛称颂为圣人，但没有进行正式的封圣仪式。A·C·克龙比称他为“中世纪牛津的传统科学论，甚至是现代英国智慧论的真正创始人。”

## 生平
罗伯特·格罗斯泰斯特的教育信息并不明确。
参考1190年时格罗斯泰斯特与赫里福德主教威廉·德维里关系亲密，以及一封来自布勒康副主教杰拉德的推荐信，他或许在赫里福德接受了博雅教育并在两年后得到了硕士学位。
尽管已经在当时的主教麾下获得了职位，但在这位赞助人逝世后格罗斯泰斯特在历史记录上消失了数年，等到13世纪初再次现身时已是赫里福德法官代表的身份。
在1225年时，格罗斯泰斯特成为了林肯郊区阿伯斯理地区的一位助祭。有历史学家认为，在这一时期他开始了在牛津的神學教育生涯，但也有人认为此时他正在巴黎大学研读神学。不过，有明确证据表明在1229-30年他正在牛津教书（向在1224年于牛津建立了修道院的方济各教士们传授神学，这份工作一直延续到1235年3月）。
在牛津教授神学时，格罗斯泰斯特不仅被当时的林肯主教委任为莱切斯特會吏長，同时也在林肯座堂担任受俸牧师（根据13世纪晚期的传闻，他或许还担任过牛津大学的校务长）。不过，在1232年，饱受疾病困扰的格罗斯泰斯特对同时兼任多个神职的态度产生了变化。在征求了羅馬教廷的意见之后，他辞去了除了牧师之外的所有职位（阿伯斯理，莱切斯特）。因为多数亲朋好友对此举表示不满，格罗斯泰斯特向密友方济各会修士亚当·马士抱怨说自己的意图被完全误解了。
作为神学硕士，格罗斯泰斯特在按照标准的大学神学教纲进行教学（范围包括詩篇，保罗书信及創世記，或许包括以賽亞書，但以理書及便西拉智訓）的同时也引发了关于神学的自然原理以及613條戒律施用范围的争论。他最出名的学生是方济各会修士罗吉尔·培根，其对科学方法的兴趣亦是受他的影响。
在离开牛津后不久，格罗斯泰斯特将部分布道内容，笔记以及想法被收录进了Dicta一书中。他的神学著作显示了他卓越的希腊语阅读能力（可惜的是他不会希伯来语），也揭示了他对自然世界的浓厚兴趣。比如在神学导论中 (tabula distinctionum) 展现了他的学识之广，以及对系统性学习的热忱。不过格罗斯泰斯特的风格相较于同时代的学者来说更加无条理，著作中也以个人观点居多。

## 逝世
1253年10月8日深夜，已接近80岁高龄的格罗斯泰斯特离开了人世。他的石棺被置于林肯主教座堂的纪念堂中。他的墓志铭如下：
这里长眠着罗伯特·格罗斯泰斯特，生于萨福克郡斯特拉德布鲁克市，就读于巴黎大学 – 曾在牛津大学亲授修士戒律，并于1224年成为校务长 ；于1229年成为莱切斯特会吏長及本教区大教堂教士 – 自1235年6月17日起，至死坚守本教区主教一职。
他以学习者的身份激励着他人，是真正睿智的教育者和引路人, 他奋斗一生，用公正与慈爱引导迷途者去往主的方向。他以原罪为耻，却怜爱有罪之人；他是严师畏友却对弱者不吝关爱。他逝世于1253年10月8日。